# Nāḩiyat Markaz Idlib
Nāḩiyat Markaz Idlib (arabiska: ناحية مركز ادلب) är ett subdistrikt i Syrien.   Det ligger i provinsen Idlib, i den nordvästra delen av landet, 270 km norr om huvudstaden Damaskus.
Trakten runt Nāḩiyat Markaz Idlib består till största delen av jordbruksmark. Runt Nāḩiyat Markaz Idlib är det ganska tätbefolkat, med 179 invånare per kvadratkilometer.